# Maria Sara Goretti
Maria Sara Goretti (Pistoia, 7 gennaio 1907 – Bologna, 10 settembre 2001) è stata una scrittrice, poetessa e filosofa italiana.

## Biografia
Maria Sara Goretti, laureatasi in Filosofia nel 1929 e in Giurisprudenza nel 1937 presso la Regia Università di Firenze, vinse nel 1934 il concorso per le cattedre di filosofia, pedagogia ed economia politica. Iniziò così la sua lunga carriera di insegnante di storia, filosofia e pedagogia negli istituti superiori. Lavorò a Pistoia, Forlimpopoli e San Miniato prima di approdare a Bologna nel 1939, dove concluse la sua esperienza professionale nel 1975.
Affiancò all'insegnamento una ricchissima produzione saggistica di carattere filosofico-giuridico-pedagogico: pubblicò una settantina di studi e collaborò con numerose riviste e con la casa editrice Le Monnier a fianco del filosofo Eustachio Paolo Lamanna e di Domenico Pesce.
Partecipò attivamente al movimento futurista più estremo come Futurismo_oggi "autrice di contributi comparsi sulla rivista Futurismo oggi e in qualità di animatrice di gruppi di attivisti quali il «Gruppo Futurista Bolognese G. Marconi» e «Savaré» di Monselice.

Ricca fu la sua produzione saggistica e di successo le sue prove poetiche: le aeropoesie Crocerossa Allarme aereo, Fiamme nere e l'aeropoema Preghiera delle macchine aeree le valsero infatti premi e riconoscimenti pubblici da parte, fra gli altri, di Filippo Tommaso Marinetti. Fra i saggi di teoria e filosofia del futurismo, di rilievo sono La donna e il futurismo (Verona, La Scaligera, 1941) e Poesia della macchina (Roma, Edizioni futuriste di poesia, 1940).
Il fondo librario e l'archivio personale e di lavoro di Maria Sara Goretti sono conservati presso la Biblioteca comunale dell'Archiginnasio dal 2003, nel rispetto delle volontà testamentarie della stessa Goretti.